# Casa Cavalli
Casa Cavalli è un edificio di Milano situato in via Dante al civico 6, angolo via Rovello.

## Descrizione
Il palazzo fu realizzato tra la fine dell'Ottocento e l'inizio del Novecento in concomitanza con l'apertura di via Dante. L'edificio è un ottimo esempio di architettura neorinascimentale inserita nel contesto dell'eclettismo in voga in quegli anni: il pian terreno è composta da archi a tutto sesto in pietra con medaglioni negli spazi tra gli archi, mentre al primo piano la decorazione presenta finestre ottenute dall'inserimento di una bifora rinascimentale alla fiorentina con capitelli pensili in una finestra architravata bramantesca. Il terzo piano è decorato con bifore bramantesche con capitelli pensili, mentre le finestre del secondo e quarto piano presentano cornici più semplici. Il fondo della facciata è decorato in stucco azzurro, colore piuttosto raro nel panorama architettonico milanese.